# Vanessa Tait
Vanessa Tait (Wiltshire, 1971) va créixer a Gloucestershire, va estudiar a la Universitat de Manchester i completà un màster en Escriptura Creativa i Biogràfica al Goldsmiths College. És la besneta d'Alice Liddell, la nena que va inspirar Lewis Carroll a escriure Alicia en terra de meravelles. The Looking Glass House és la seva primera novel·la, inspirada en els tresors de la família i les històries de l'Alice original. La novel·la, ambientada a Oxford el 1862 relata la relació de Mary Pickett —institutriu de la família Liddell—, amb Alice, les seves germanes i Charles L. Dodgson (Lewis Carroll).